# 平政子
平 政子（たいら の まさこ、生没年不詳）は、高倉天皇の女房で、建春門院（平滋子）の乳母。丹後局（高階栄子）の母や、僧澄雲（高階氏）の妻、あるいは平正盛の娘で、平忠盛の妹と推定される。若狭局とも。
1175年（安元1年）、肥前国松浦荘を建春門院に、次いで最勝光院に寄進し預所となる。嵯峨に一堂を建立し、1178年（治承2年）および1184年（元暦1年）の供養には後白河上皇も参列している。高倉天皇に対しても乳母的な地位にあって隠然たる力を有し、「執権の人」と称された。